# Batman: Arkham Asylum
Batman: Arkham Asylum (укр. Бетмен: Психлікарня Аркема) — відеогра жанру Action-adventure для Microsoft Windows, PlayStation 3 та Xbox 360, створена компанією «Rocksteady Studios» та випущена компанією «Eidos Interactive» у співпраці з Warner Bros. Interactive Entertainment та DC Comics у 2009 році. Ґрунтується на серії коміксів про Бетмена.

## Сюжет
Бетмену вдається захопити його найлютішого ворога — Джокера. Він особисто транспортує лиходія в психіатричну клініку Аркема, потім відчувши недобре особисто бере участь у перевезенні його до камери. Його побоювання підтвердилися, коли клоун за допомогою Гарлі Квін утікає від охорони і починає повстання, звільнивши всіх ув'язнених в'язниці Блекгейт (які тимчасово перебувають у клініці через пожежі у в'язниці). Бетмен тепер замкнений у Аркемі разом з багатьма своїми заклятими ворогами — Вбивцею Кроком, Страхопудало, Бейн, Отрутним Плющем та іншими суперлиходіями. Також герой постійно знаходить послання від Загадника.
Джокер заборонив поліції і супергероям втручатися в його справи, оскільки він замінував весь Ґотем-сіті, тому Бетмену допомагають лише жменька охоронців на чолі з Джеймсом Ґордоном, Аароном Кешом і оракулом (Барбарою Ґордон). Під час розслідувань планів Джокера, Бетмен дізнається про те, що якась доктор Янг, створила новий мутаген на основі «Венома» Бейна — «Титан», який, так само як і перший, робить просту людини неймовірно сильною, як Бейн. Цей проект був таємно фінансований самим Джокером, який хотів створити непереможну армію.
Бетмену вдається знайти та знищити формулу; перемогти Страхопудало, який хотів отруїти новим галюциногеном каналізацію Ґотема; здолати Отруйного Плюща, Гарлі Квін, Бейн та Крока; вирішити величезну кількість загадок та ребусів Загадника; знайти хроніки примари Амадея Аркема і зупинити бунтуючих ув'язнених. Щоб перемогти Джокера, він зумів відтворити формулу «Анти-Титан». У фінальній битві Джокер перетворюється, за допомогою «Титану», на гігантського монстра, якого Бетмен має перемогти.
Після перемоги Бетмена терміново викликають у Другий Національний банк Ґотема, який грабує Дволикий.

## Персонажі
Бетмен (актор озвучення: Кевін Конрой) — (справжнє ім'я Брюс Вейн) головний герой гри. У дитинстві його батьки загинули від зброї злочинця, після цього він присвятив своє життя боротьбі зі злочинністю. Завдяки багаторічним тренуванням сильно розвинув свої фізичні та розумові здібності. Володіє всіма відомими бойовими мистецтвами, дедуктивним методом, мистецтвом маскування, злому комп'ютерів. Володіє широким арсеналом дорогих та функціональних гаджетів.
Джокер (актор озвучення: Марк Гемілл) — головний антагоніст гри. Божевільний психопат із схильністю до садизму і жорсткості, майстер в створенні хаосу і паніки. Одягнутий в яскравий картатий одяг, використовує зброю виконану в стилі клоунського реквізиту, зокрема отруйний газ, який викликає в жертви сильній сміх і призводить до смерті, а в усіх уражених газом на обличчі залишається гримаса посмішки схожа на ту яку носить Джокер. В грі Джокер влаштовує пожежу в в'язниці Блекгейт, а потім і на території Аркему. Маніпулюючи лікарем Пенелопою Янг, створює свій варіант Веному, з допомогою якого хоче створити власну непереможну армію. В кінці гри сам вводить собі Веном і перетворюється на монстра.
Загадник або Ріддлер (актор озвучення: Воллі Вінгерт), (справжнє ім'я Едвард Нештон) — суперзлочинец. Дуже хитрий, гарний стратег, вміє як розв'язувати головоломки так і формулювати їх, кваліфікований в використанні високих технологій. Одержимий жагою уваги до своєї персони і постійно намагається довести свою інтелектуальну перевагу над Бетменом постійно загадуючи йому загадки та ребуси. Особисто в грі не з'являється, проте весь час гравець буде натикатись на його загадки про в'язнів Аркему. Як стає відомо із записів Загадника чудово знав про плани Джокера. Якщо Бетмену вдається розгадати всі загадки Загадника, Бетмен перехоплює координати Енігми і передає їх поліції Ґотему, щоб Загадника заарештували.
Оракул — ще один персонаж, який не з'являється в грі, але постійно дає вказівки та допомога для головного героя. Справжнє ім'я — Барбара Ґордон, колишня Бетгьорл, помічниця Бетмена, дочка комісара Ґордона. Володіє ейдетичною пам'яттю і знанням комп'ютерів, чудовий хакер.
Джеймс Ґордон — комісар поліції, який уклав союз з Бетменом проти злочинності і корупції у Ґотемі. Протягом гри буде захоплений у полон Джокером та Гарлі Квінн. Перевірений поліцейський, досвідчений кримінолог і відмінний стрілець. Був відправлений Бетменом назад у Ґотем, але як потім з'ясувалося, був перехоплений Джокером.
Гарлі Квінн — помічниця Джокера, його колишній лікар-куратор, яка закохалася у свого пацієнта. Виконує всі вказівки Джокера, заважаючи Бетмену йти по слідах її господаря. У ході гри бере в заручники комісара Ґордона і наглядача Квінсі Шарпа. Справжнє ім'я — Гарлін Квінзель. Чудова гімнастка і психопатка, яка отримує задоволення від насильства над іншими людьми. З її аудіозаписів можна дізнатися про те, як вона потрапила на вудку Джокера.
Доктор Пенелопа Янг — психіатр клініки Аркем, яка дуже сильно зосереджена у своїй роботі. Саме вона перетворила «Веном» Бейна у «Титан», і потім була обманута Джокером. У ході гри загине від бомби головного лиходія.
Квінсі Шарп — старший наглядач лікарні Аркем. Лікуванням суперлиходіїв займається лише для своїх політичних прагнень. Вкрай консервативний та серйозний, в той же час вкрай боязкий. У ході гри буде в полоні у Гарлі Квінн, при порятунку передасть Бетмену зразок для своєї візитної картки, щоб той міг зламувати систему безпеки лікарні. Якщо зібрати всі послання примари Амадея Аркема, то можна дізнатися про те, що містер Шарп зміг розшифрувати їх до Бетмена. Після цього він почав страждати роздвоєнням особистості. Його друга особистість — Амадей Аркем.
Отруйний Плющ — суперлиходійка, здатна керувати рослинами. Буде звільнена з камери її подругою Гарлі Квінн. Бетмен повинен випитати в неї розташування рослини, яке зможе придушити ефекти мутагену «Титан». Потім вона повністю заповнить весь острів Аркем смертоносними рослинами, пізніше герой буде змушений з нею битиметься. Справжнє ім'я — Памела Ліліан Айлі. Здатна виділяти феромон для контролю над розумом жертви, також отрута може вбити людину. З її аудіозаписів можна дізнатися про те, як вона спокушала і вбила кілька її докторів.
Страхопудало — суперлиходій, постійно заважає Бетмену. У ході гри кілька разів отруїть його своїм галюциногеном, змушуючи того зануриться в царство кошмарів. Після третього зіткнення, спробує отруїти каналізацію Ґотема, але несподівано буде зупинений Кроком, який не хотів, щоб хтось інший, крім нього, зміг вбити Бетмена. Справжнє ім'я — доктор Джонатан Крейн. Прекрасно знає про страхи та фобії людей, творець галюциноген «Фобос», носить маску лякала, щоб сильніше впливати на психіку жертви. У його аудіозаписах він мучить доктора Мерфі, навіть у неволі намагаючись продовжувати свої дослідження, у подальшому можна дізнатися про його ставлення з персоналом клініки. Також в аудіозаписах веде себе так, як ніби він сам лікар, знущаючись над докторами, яких називає «хворими». Буде одним з втекли після титрів лиходіїв, які прихоплять з собою каністру «Титану».
Бейн (Біч) — суперлиходій, який таємно був перевезений з Блекгейт до Аркему, для того, щоб вилучити для досліджень його «Веном». У ході гри Джокер звільнить його і поверне йому назад його «Веном», щоб він прикінчив Бетмена. Пізніше він буде переможений героєм, який пожертвує для цього Бетмобілем. Справжнє ім'я — невідомо. Під впливом суперстероіда «Веном», стає неймовірно сильний та витривалий, в той же час він вкрай розумний і цілеспрямований. Буде одним з втекли після титрів лиходіїв, які прихоплять з собою каністру «Титану».
Вбивця Крок (Крок-Вбивця) — суперлиходій, який сильно ненавидить Бетмена і людей, особливо Аарона Кеша. Герой зіткнеться з ним в його барлозі в каналізації, де росла рослина для створення «Анти-Титану». Він постійно носив електричний нашийник, який, судячи з усього, важко зняти. Бетмену вдається захиститься за допомогою бетаранга, який викликає розряд при попаданні в нашийник. Потім буде переможений героєм за допомогою пастки з вибуховою гелем. Справжнє ім'я — Вейлон Джонс. Все його тіло вкрите твердою лускою, схожою на крокодилячу, у нього є дуже гострі зуби та кігті, володіє нелюдською силою, витривалістю і здатний довго перебуває під водою. У його аудіозаписах можна зрозуміти наскільки він ненавидить людей і як він деградує у звіра, також можна дізнається багато про його ворожнечі з охоронцем Аароном Кешом. Буде одним з втекли після титрів лиходіїв, які прихоплять з собою каністру «Титану».
Віктор Зсасз — серійний вбивця та маніяк, який отримує задоволення від убивств. У грі зустрічається кілька разів, беручи в заручники спочатку охоронця, потім доктора Янг, і двічі буде переможений Бетменом. Обожнює вбивати жертв за допомогою ножа і залишати їх у різних позах. У його аудіозаписах, він загрожує одній зі своїх психіатрів (до лікаря Сарі Кессіді) і тимчасово зміг втекти з клініки. Так як Бетмен по ходу гри зустрічає доктора Кессіді в медблоке, можна стверджувати, що замах на неї закінчилося невдачею.
Аарон Кеш — дуже досвідчений та шанований охоронець, який люто конфліктує з Кроком. Очолює жменьку охоронців і лікарів, які допомагають Бетмену. Саме він вкаже місцезнаходження лігва Крока.
Френк Боулс — продажний та боягузливий охоронець клініки, який допоможе Джокеру полонити Ґордона, пізніше буде убитий своїми ж невдалими союзниками.
Крім перерахованих персонажів, у грі присутні різні предмети та символи, які відносяться до різних лиходіїв Всесвіту коміксів Бетмена. Вони в основному є загадками та трофеями Загадника. Крім того, в клініці присутні кілька суперлиходіїв, які анітрохи не впливають на сюжет. У тюремному блоці перебував Глиноликий, який перетворюється на друзів Бетмена, просячи про звільнення. Там же є порожні камери Дволикого, Максі Зевса, Календарника, Загадника, Амадей Аркем та інших. Є заморожене тіло безсмертного Ра'с аль Гула, яке незабаром зникне, в офісі наглядача є лиходій-лялька Особа З Шрамом (можливо, його копія). Сама Особа З Шрамом присутня в галюцинаціях Бетмена і в одній з фінальних сцен, в руках у Джокера (у цій грі він — звичайна дерев'яна лялька, а не самостійна особистість оживає від руки його творця). Так само, під час битви з Гарлі Квінн, можна побачити камеру Містера Фріза.

## Ігровий процес
Гра поєднує в собі риси екшену і стелс. У бою використовується система FreeFlow, яка дозволяє боротися з кількома супротивниками одночасно, виконуючи при цьому ефектні комбо. Також присутня велика кількість гаджетів, від декількох видів бетарангів до «кішки», які активно використовуються в ігровому процесі. Незважаючи на свою лінійність, гра має декілька способів проходження. Від банальної бійки, до скритного проникнення до мети. Втім, на високих рівнях складності скритність вітається, в той час як тактика «йти на пролом» не приведе до перемоги.
Також варто зауважити непогану симуляцію AI (штучний інтелект). Залишившись самі, вороги панікують, можуть невлучно стріляти, перебігати з місця на місце, в надії сховатися. Створенню атмосфери сприяють аудіощоденники, розкидані по всіх рівнях, і пасхальні яйця.
Окремо серед всього проходження стоять рівні, де головний герой потрапляє в царство ілюзій, викликане токсином Опудала. Перехід ніяк не афішується, побачити його можна по зовнішнім змінам. В одному з цих світів під управління гравцеві дається юний Бетмен, в іншому ж можна трохи походити за Джокера. Світи ці відрізняються від стандартної обстановки, що вносить різноманітність.

## Цікаві факти
- Гра виконана в класичному стилі коміксів про Бетмена.
- У грі була взята за основу концепцію сюжету коміксу Arkham Asylum: A Serious House on Serious Earth.
- Гра потрапила до Книги рекордів Гіннесса, як «Найуспішніша гра про супергероя за всю історію відеоігр».[6]
- У грі присутні 3 варіанти кінцівки після титрів. Різняться вони тим, що каністру з «Титаном» забирає один з трьох супротивників: Вбивця Крок, Бейн або Опудало. Кінцівки вибираються випадково і від ваших дій не залежать.
- У версії гри для PS3 є можливість гри за Джокера (тільки у додаткових Випробувань).
- Після випуску трейлера гри Transformers: War for Cybertron IGN (і безліч інших ігрових сайтів) почали її називати «Batman: Arkham Asylum 2010 року»[7].

## Відгуки та нагороди
| Агрегатор    | Оцінка               |
| ------------ | -------------------- |
| GameRankings | 91,98 % (58 оглядів) |
| Metacritic   | 92 % (24 огляди)     |

| Видання       | Оцінка |
| ------------- | ------ |
| 1Up.com       | A-     |
| Eurogamer     | 9 / 10 |
| Game Informer | 9.5/10 |
| GamePro       | [ 13 ] |
| GameSpy       | [ 14 ] |
| GameTrailers  | 9.0/10 |
| IGN           | 9.3/10 |
| X-Play        | [ 17 ] |

- Гра потрапила до Книги рекордів Гіннеса, як «Найвисокооцінена гра про супергероя».

Середній бал на GameRanking.com — 92 %.
- Найкраща гра 2009 року в жанрі Action/Adventure на думку ресурсу GameTrailers

- Гра зайняла 3 місце в підсумках року за версією журналу «Ігроманія», а також перше місце серед Action-ігор.

- «Гра року» на думку редакції журналу «Країна ігор»

## Сиквел
На сайті https://web.archive.org/web/20101125124243/http://arkhamhasmoved.com/ з'явився хвилинний тизер, в якому показують Ґотем, наповнений погромами і безладдям. Далі йде сцена, де Гарлі Квінн підходить до Джокера, який сидить у кріслі і спостерігає з божевільним сміхом за всім цим із будівлі в парку атракціонів.
Після закінчення ролика виводиться меню сайту, причому фоном для меню є анімація, того як Джокер, який сидить у кріслі з крапельницею, дивиться у вікно. З вулиці чути постріли, вибухи та крики.
Пізніше актор Кевін Конрой, який озвучував Бетмена в оригіналі, підтвердив, що дія нової гри буде відбуватися вже в самому Ґотемі. Ще він сказав, що гра буде дуже похмура і що в ній буде дуже багато лиходіїв. Також Конрой підтвердив присутність в грі Дволикого. У сиквелі з'явиться і Загадник. Про це сказав актор Воллі Уінгерт, який озвучував персонажа у першій грі. Марк Гемілл заявив, що Batman: Arkham City — це останній проект, в якому актор буде озвучувати Джокера. Проте згодом Гемілл все-таки повернувся, вже на останній раз, у грі Batman: Arkham Knight.
Розробники вже визначилися з назвою продовження — Batman: Arkham City. За задумом розробників для ув'язнених Аркема відвели цілий житловий район Ґотема, поселивши їх разом з місцевими жителями.